# 大阪市電天王寺阿倍野線
天王寺阿倍野線（てんのうじあべのせん）は、かつて大阪府大阪市天王寺区にあった天王寺西門前駅と、大阪府大阪市天王寺区にあった阿倍野橋駅とを結んでいた路線で、大阪市電の期外線として開業した路線であり、阪堺線とともに、大阪市電で2路線しか存在しなかった私鉄買収路線のうちの1路線でもある。

## 路線概要
- 起点：天王寺西門前駅
- 終点：阿倍野橋駅
- 駅数：2駅（1959年（昭和34年）当時、起終点含む）
- 軌間：1435mm
- 複線区間：全線
- 電化区間：全線
- 架線電圧：直流600V
- 開業年月日：1919年（大正10年）12月21日
- 廃止年月日：1968年（昭和43年）12月18日
- 旧事業者名：南海鉄道株式会社
- 旧路線名：上町線

## 歴史
本線の歴史は1921年（大正10年）12月21日、大阪市が交通政策である「市営モンロー主義」に基づき、谷町筋の天王寺区内部分を走っていた南海鉄道上町線の天王寺駅 - 公園東門駅間を強制的に買収して大阪市電の期外線として天王寺西門前駅 - 阿倍野橋駅間を開業させた事に始まる。
途中駅としては茶臼山駅があったが、戦時中の急行運転では通過対象となり、1944年（昭和19年）6月1日からは急行運転が終日実施されることになったため廃止された。以後は途中駅のない路線となったものの、大阪市電の幹線として重要な役割を果たしてきた。
しかし、日本が『もはや戦後では無い』ともいわれた高度経済成長の時代から自動車が生活必需品として普及し、大衆化が進展する中、本路線が走る谷町筋の交通渋滞の緩和が政策課題となり、大阪市議会において路線廃止が決議された。
1968年（昭和43年）12月17日、本路線は最終列車をもってその歴史に幕を閉じ、翌1968年（昭和43年）12月18日に大阪市営バスに転換された。

## 年表
- 1921年（大正10年）12月21日
  - 「市営モンロー主義」に基づき、大阪市が南海鉄道から上町線の天王寺 - 公園東門間の路線を強制的に買収。大阪市電の期外線として天王寺西門前 - 阿倍野橋間を開業させ、全線開業。
- 1944年（昭和19年）6月1日
  - 茶臼山駅廃止。
- 1968年（昭和43年）12月17日
  - 天王寺西門前 - 阿倍野橋間の旅客営業を終了。
- 1968年（昭和43年）12月18日
  - 天王寺西門前 - 阿倍野橋間の書類上の廃止日。

## 路線ルート
起点は本路線のほか上本町線・西道頓堀天王寺線・天王寺大道線の起点・終点駅となっていた天王寺西門前駅で、駅の位置する四天王寺前交差点（旧天王寺西門前交差点）から同じく大阪府大阪市天王寺区にある天王寺駅前交差点にある阿倍野橋駅まで谷町筋を走っていた。
終点の阿倍野橋では霞町玉造線のほか、大阪市営地下鉄1号線（現在のOsaka Metro御堂筋線）、日本国有鉄道の関西本線（現在の西日本旅客鉄道大和路線）や城東線（現在の西日本旅客鉄道大阪環状線の一部）、阪和線（現在の西日本旅客鉄道阪和線）、南海電気鉄道の天王寺支線や上町線（現在の阪堺電気軌道上町線）、近畿日本鉄道南大阪線などの他社線と接続していた。

## 駅一覧
- 1959年（昭和34年）7月当時。
- 全線が大阪府大阪市天王寺区に所在。
- 括弧書き（背景色がグレー）の駅は廃止・休止駅。

| 駅名           | キロ程 | 接続路線 | 廃止日           | 道路名                               |
| -------------- | ------ | --- | ---------------- | ------------------------------------ |
| 天王寺西門前駅 | 0.0    | 大阪市電：上本町線・西道頓堀天王寺線・天王寺大道線                                                                                        |                  | 谷町筋（大阪府道30号大阪和泉泉南線） |
| （茶臼山駅）   | 0.3    | | 1944年6月1日廃止 | 谷町筋（大阪府道30号大阪和泉泉南線） |
| 阿倍野橋駅     | 0.7    | 大阪市電：霞町玉造線 大阪市営地下鉄：1号線 日本国有鉄道：関西本線・城東線・阪和線 南海電気鉄道：天王寺支線・上町線 近畿日本鉄道：南大阪線 |                  | 谷町筋（大阪府道30号大阪和泉泉南線） |

## 関連事項
大阪市に買収される以前については、阪堺電気軌道上町線を参照。